# Гроссаффольтерн
Гроссаффольтерн (нім. Grossaffoltern) — громада  в Швейцарії в кантоні Берн, адміністративний округ Зееланд.

## Географія
Громада розташована на відстані близько 15 км на північний захід від Берна.
Гроссаффольтерн має площу 15,1 км², з яких на 10,8% дозволяється будівництво (житлове та будівництво доріг), 62,2% використовуються в сільськогосподарських цілях, 26,2% зайнято лісами, 0,8% не є продуктивними (річки, льодовики або гори).

## Демографія
Станом на 31 грудня 2022 року населення складало 3064 особи.
2019 року в громаді мешкало 3031 особа (+9% порівняно з 2010 роком), іноземців було 6%. Густота населення становила 201 осіб/км².
За віковим діапазоном населення розподілялося таким чином: 19,5% — особи молодші 20 років, 60,4% — особи у віці 20—64 років, 20,1% — особи у віці 65 років та старші. Було 1316 помешкань (у середньому 2,3 особи в помешканні).
Із загальної кількості 703 працюючих 177 було зайнятих в первинному секторі, 240 — в обробній промисловості, 286 — в галузі послуг.